# Silent Film Soundtrack
「Silent Film Soundtrack」（サイレントフィルムサウンドトラック）は、日本のバンドストレイテナーのインディース時代に発売されたシングルである。2003年4月16日発売。発売元はghost records。

## 概要
- 自主レーベルからリリースした2枚目となるシングル。この次にリリースされるシングル『TRAVELING GARGOYLE』は東芝EMIからの発売となった為、本作品はインディース時代にリリースされた最後のシングルとなった。本作品のレコーディングは同年1月の終わり頃に行われている[1]。
- 収録曲を全て押し出したいという意向により、収録された楽曲を総合的に鑑みて「Silent Film Soundtrack」というタイトルが付けられた[1]。
- 本作のジャケットを手がけたナカヤマシンペイによれば、楽曲の歌詞のイメージがジャケットにより出たことを明かしている[1][注釈 1]。

## 収録曲
- 全作詞/作曲：ホリエアツシ

1. COLD SLEEP(3:48)
収録曲の中では唯一4人編成での再レコーディングが行われており、再録版は2009年のシングル『Lightning』に収録されている[2]。
2. KAISER LEE(3:25)
ホリエによれば「ブリティッシュ・ロックを感じるテイストを出した曲」と評している[1]。
3. THE SWORD(3:08)
曲名の通り、剣にまつわる物語を歌詞で表現している[1]。
4. NEVERLAND(4:52)
メロコア調の楽曲。「もともとメロコアが好き」とホリエが語っており、このシングルでは本楽曲のみ全英語詞で綴られている[1]。4人編成での再収録は行われていないが、2011年に行われた『LONGWAY TO NOWHERE TOUR』[注釈 2]の新木場スタジオコースト公演ではセットリストに組み込まれ、4人編成での演奏が行われたことがある[3][4]。

## エピソード
- 発売から15年後の2018年に10枚目となるフルアルバムのタイトルが『Future Soundtrack』であり、奇しくもタイトルにサウンドトラックという単語を含む点が共通している[注釈 3]が、アルバム発売当時のインタビューでは『Silent Film Soundtrack』との関連性は無いと発言し、本シングルについては「ミニアルバムのような作品で、一本の映画のようなイメージ」と回顧している[5]。